# 朱祐檯
徽簡王朱祐檯（網上資料多誤作朱祐枱）（1482年—1525年），是莊王朱見沛庶長子，明朝第二代徽王。朱祐檯於弘治五年（1492年）受封興化王，弘治十三年（1500年）改封徽世子，後在正德三年（1508年）襲封徽王。他在位十七年，在嘉靖四年（1525年）過世，諡號簡，一年後由其子朱厚爝嗣位。